# Фартон
Фарто́н (исп. Fartón, кат. Fartó)  — характерная выпечка из испанского региона Валенсия, подаваемая вместе с орчатой — традиционным валенсийским напитком. 

## Описание
Фартон представляет собой мягкую сладкую булочку вытянутой формы. Его едят, обмакивая в орчату — холодный напиток, изготовляемый из клубней растения чуфа. Фартон и орчата образуют в Испании устойчивую пару, подобно печеньям бискотти и Вин Санто в Италии.
Считается, что фартоны были созданы в 1960-х годах семьёй Поло. Удлинённая форма делает фартон идеальным для обмакивания в орчату, подаваемую в высоких стаканах, а мягкая и пористая текстура позволяет сладкой булочке поглощать большое количество этого напитка. 
Фартоны быстро обрели популярность в кофейнях по всей Валенсии. В 1990-е годы в продаже в супермаркетах появились замороженные фартоны; также в это время были созданы фартоны из слоённого теста. 
Хотя фартон был специально придуман для того, чтобы составлять пару с орчатой, он отлично сочетается также и с горячими напитками, такими, как кофе и горячий шоколад.
В состав традиционного фартона входят мука, молоко, сахар, масло, яйца и дрожжи. Правильно приготовленный фартон не содержит консервантов и красителей.